# Algoritmo p + 1 de Williams
Em teoria algorítmica dos números, o algoritmo p + 1 de Williams é um algoritmo de fatorização de inteiros da família de algoritmos de fatorização de grupos algebraicos. Foi inventado por Hugh C. Williams em 1982. 
Este algoritmo funciona bem se o número N a ser fatorizado contém um ou mais fatores primos p tais que: 
p + 1
é frágil, i.e. p + 1 contém unicamente fatores pequenos. Este usa sucessões de Lucas para realizar a exponenciação num corpo quadrático.
É análogo ao algoritmo p − 1 de Pollard.